# Tucano-de-bico-verde

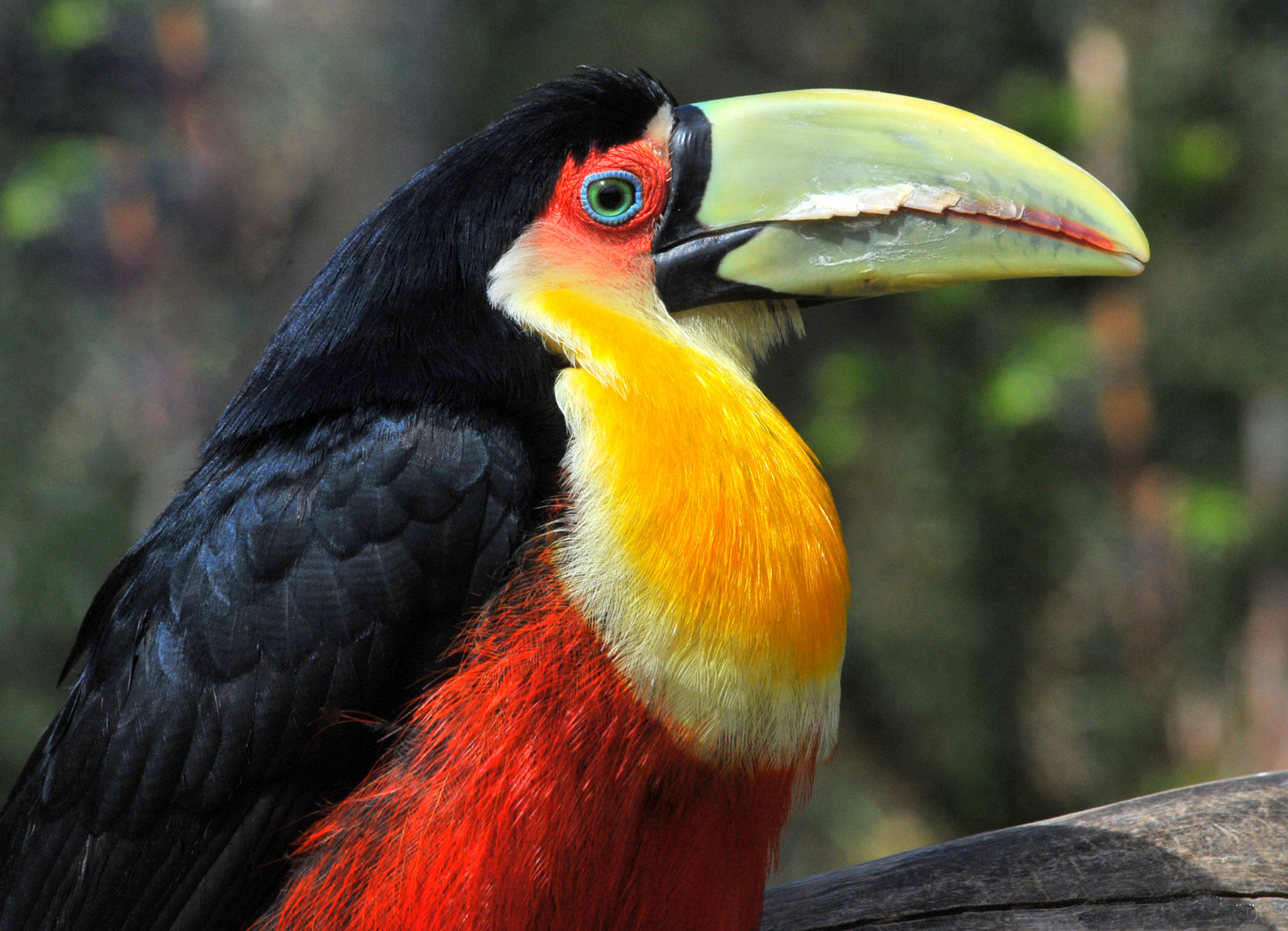
Ramphastos dicolorus

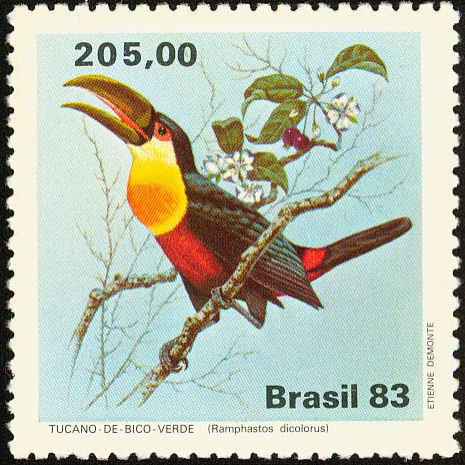
Tucano-de-bico-verde em selo brasileiro de 1983.

O tucano-de-bico-verde (Ramphastos dicolorus) é uma espécie de tucano nativa do Brasil, Bolívia, Argentina e Paraguai. Tais aves medem cerca de 48 centímetros de comprimento, possuindo, como o próprio nome popular indica, bico de cor verde, garganta e peito amarelos e barriga vermelha. Também podem ser conhecidos pelo nome de tucano-de-peito-vermelho. O tucano-de-bico-verde é encontrado nas regiões sul e sudeste do Brasil, bem como no Extremo Sul da Bahia e no sul do estado de Goiás (embora seja bem difícil de ser avistado nessas regiões). É bastante comum em regiões de serra, onde é avistado em pequenos bandos. São perseguidos pelos caçadores por sua carne. Vive em áreas florestadas, desde o litoral até as zonas montanhosas, incluindo as florestas de planalto. Se alimenta de frutos, artrópodes e pequenos vertebrados, sendo que, com frequência, alimenta-se de filhotes e ovos em ninhos de outras aves. Bota de 2 a 5 ovos, incubados durante 19 dias.